# Grahorka
Grahorka (magareći grah, esparzeta, grašica; lat. Onobrychis), biljni rod iz porodice mahunarki rasprostranjen po velikim dijelovima Euroazije i sjevernoj Africi.
Postoji blizu 200 priznatih vrsta jednogodišnjeg raslinja, trajnica i grmova od kojih nekoliko raste i u Hrvatskoj (navedene suu popisu uz latinske nazive),

## Vrste
1. Onobrychis acaulis Bornm.
2. Onobrychis aequidentata (Sm.) d´Urv.,  jamičasta grahorka
3. Onobrychis afghanica Sirj. & Rech.f.
4. Onobrychis alamutensis Amirahm., Kaz.Osaloo & Charkhch.
5. Onobrychis alatavica Bajtenov
6. Onobrychis alba (Waldst. & Kit.) Desv., bijela grahorka
7. Onobrychis albiflora Hub.-Mor.
8. Onobrychis alborzensis Ranjbar & Hajmoradi
9. Onobrychis aliacmonia Rech.f.
10. Onobrychis altissima Grossh.
11. Onobrychis alyassinicus Parsa
12. Onobrychis amoena Popov & Vved.
13. Onobrychis andalanica Bornm.
14. Onobrychis angustifolia Chinth.
15. Onobrychis aragatzi Arevsch.
16. Onobrychis araxina Schischk.
17. Onobrychis arenaria (Kit.) DC., pješčarska grahorka
18. Onobrychis argaea Boiss. & Balansa
19. Onobrychis argentea Boiss.
20. Onobrychis argyrea Boiss.
21. Onobrychis arnacantha Bunge
22. Onobrychis assadii Ranjbar, Tolui & Amirab.
23. Onobrychis atropatana Boiss.
24. Onobrychis aucheri Boiss.
25. Onobrychis aurea Ranjbar, Amirab. & Ghahrem.
26. Onobrychis avajensis Ranjbar
27. Onobrychis avanakensis Amirahm.
28. Onobrychis bakuensis Ranjbar, Vitek & Karamian
29. Onobrychis beata Sirj.
30. Onobrychis biebersteinii Sirj.
31. Onobrychis bobrovii Grossh.
32. Onobrychis bojnurdensis Ranjbar & Hajmoradi
33. Onobrychis bornmuelleri Freyn
34. Onobrychis buhseana Bunge ex Boiss.
35. Onobrychis bungei Boiss.
36. Onobrychis cadevallii Jahand., Maire & Pau
37. Onobrychis calabrica Sirj.
38. Onobrychis cappadocica Boiss.
39. Onobrychis caput-galli (L.) Lam., jednogodišnja grahorka
40. Onobrychis carduchorum C.C.Towns.
41. Onobrychis chaldoranensis Toluei, Ranjbar & Wink
42. Onobrychis chorassanica Bunge ex Boiss.
43. Onobrychis cigdemiae Yild.
44. Onobrychis cilicica Kit Tan & Sorger
45. Onobrychis citrina Kit Tan, Stevan. & Vold
46. Onobrychis citrinoides Kit Tan
47. Onobrychis conferta (Desf.) Desv.
48. Onobrychis cornuta (L.) Desv.
49. Onobrychis crista-galli (L.) Lam.
50. Onobrychis cyri Grossh.
51. Onobrychis daghestanica Grossh.
52. Onobrychis dealbata Stocks
53. Onobrychis degenii Dörfl.
54. Onobrychis densijuga Hedge & Hub.-Mor.
55. Onobrychis depauperata Boiss.
56. Onobrychis dielsii (Sirj.) Vassilcz.
57. Onobrychis dushanbensis Ranjbar, Vitek & Karamian
58. Onobrychis ebenoides Boiss. & Spruner
59. Onobrychis echidna Lipsky
60. Onobrychis elata Boiss. & Balansa
61. Onobrychis elymaitica Boiss. & Hausskn.
62. Onobrychis eubrychidea Boiss.
63. Onobrychis fallax Freyn & Sint.
64. Onobrychis farimanensis Ranjbar & Askari
65. Onobrychis freitagii Rech.f.
66. Onobrychis galegifolia Boiss.
67. Onobrychis garinensis Dehshiri
68. Onobrychis gaubae Bornm.
69. Onobrychis germanicopolitana Hub.-Mor. & Simon
70. Onobrychis gontscharovii Vassilcz.
71. Onobrychis gracilis Besser
72. Onobrychis grandis Lipsky
73. Onobrychis grossheimii Kolak.
74. Onobrychis gypsicola Rech.f.
75. Onobrychis hajastana Grossh.
76. Onobrychis halysensis Sirj.
77. Onobrychis hamata Vassilcz.
78. Onobrychis haussknechtii Boiss.
79. Onobrychis heliocarpa Boiss.
80. Onobrychis hemicycla Blume & Boiss.
81. Onobrychis heterophylla C.A.Mey.
82. Onobrychis hohenackeriana C.A.Mey.
83. Onobrychis huetiana Boiss.
84. Onobrychis humilis (Loefl.) G.López
85. Onobrychis hypargyrea Boiss.
86. Onobrychis iberica Grossh.
87. Onobrychis inermis Steven
88. Onobrychis iranensis Amirab. & Ghanavati
89. Onobrychis iranshahrii Rech.f.
90. Onobrychis jailae Czernova
91. Onobrychis kabylica (Bornm.) Sirj.
92. Onobrychis kemulariae Chinth.
93. Onobrychis kermanensis (Sirj. & Rech.f.) Rech.f.
94. Onobrychis kluchorica Chinth.
95. Onobrychis komarovii Grossh.
96. Onobrychis kotschyana Fenzl
97. Onobrychis kuchanensis Ranjbar, Hajmoradi & Karamian
98. Onobrychis kurdica Post
99. Onobrychis lahidjanicus Parsa
100. Onobrychis lasistanica Sirj.
101. Onobrychis lassenii Kit Tan & Vold
102. Onobrychis laxiflora Baker
103. Onobrychis longipes Bunge ex Boiss.
104. Onobrychis lunata Boiss.
105. Onobrychis luristanica Rech.f.
106. Onobrychis maassoumii Kaveh, Amirahm. & Kaz.Osaloo
107. Onobrychis macrorhiza Rech.f.
108. Onobrychis major (Boiss.) Hand.-Mazz.
109. Onobrychis majorovii Grossh.
110. Onobrychis marandensis Amirab. & Ghanavati
111. Onobrychis marashensis H.Duman & Vural
112. Onobrychis matritensis Boiss. & Reut.
113. Onobrychis mazanderanica Rech.f.
114. Onobrychis megaloptera Kovalevsk.
115. Onobrychis megataphros Boiss.
116. Onobrychis mehmetchiquii Aybeke & Dane
117. Onobrychis melanotricha Boiss.
118. Onobrychis merxmuelleri Podlech
119. Onobrychis meschetica Grossh.
120. Onobrychis meshhedensis (Sirj. & Rech.f.) Ranjbar
121. Onobrychis michauxii DC.
122. Onobrychis micrantha Schrenk
123. Onobrychis microptera Baker
124. Onobrychis montana DC., gorska grahorka
125. Onobrychis mozaffarianii Amirab.
126. Onobrychis mucronifolia Ranjbar & Hadadi
127. Onobrychis mutensis Kit Tan & Sorger
128. Onobrychis nemecii Sirj.
129. Onobrychis neychalanensis Ranjbar, Hadadi & Karamian
130. Onobrychis nikitinii Orazm.
131. Onobrychis nitida Boiss.
132. Onobrychis novopokrovskii Vassilcz.
133. Onobrychis nummularia Stocks ex Boiss.
134. Onobrychis occulta Hedge & Hub.-Mor.
135. Onobrychis ornata (Willd.) Desv.
136. Onobrychis oshnaviyehensis Ranjbar
137. Onobrychis oxyodonta Boiss., oštrozuba grahorka
138. Onobrychis oxyptera Boiss.
139. Onobrychis oxytropoides Bunge
140. Onobrychis pallasii (Willd.) M.Bieb.
141. Onobrychis patula Ranjbar, Joharchi & Karamian
142. Onobrychis paucijuga Bornm.
143. Onobrychis peloponnesiaca (Iatroú & Kit Tan) G.Iatroú & Kit Tan
144. Onobrychis persica Sirj. & Rech.f.
145. Onobrychis petraea (M.Bieb. ex Willd.) Desv.
146. Onobrychis pindicola Hausskn.
147. Onobrychis pisidica Boiss.
148. Onobrychis plantago Bornm.
149. Onobrychis podperae Sirj.
150. Onobrychis poikilantha Rech.f.
151. Onobrychis psoraleifolia Boiss.
152. Onobrychis ptolemaica (Delile) DC.
153. Onobrychis ptychophylla Sirj. & Rech.f.
154. Onobrychis pulchella Schrenk
155. Onobrychis pyrenaica (Sennen) Sirj.
156. Onobrychis quadrijuga Hedge & Hub.-Mor.
157. Onobrychis radiata (Desf.) M.Bieb.
158. Onobrychis rechingerorum Wendelbo
159. Onobrychis reuteri Leresche
160. Onobrychis richardi Baker
161. Onobrychis ruprechtii Grossh.
162. Onobrychis samanganica Rech.f.
163. Onobrychis saravschanica B.Fedtsch.
164. Onobrychis sauzakensis Sirj. & Rech.f.
165. Onobrychis saxatilis (L.) Lam.
166. Onobrychis schahuensis Bornm.
167. Onobrychis schuschajensis O.D.Agajeva
168. Onobrychis scrobiculata Boiss.
169. Onobrychis shahpurensis Rech.f.
170. Onobrychis silvanensis Aytac, Rabaute & Coulot
171. Onobrychis sintenisii Bornm.
172. Onobrychis sirdjanicus Parsa
173. Onobrychis sivasica Kit Tan & Sorger
174. Onobrychis sojakii Rech.f.
175. Onobrychis sosnowskyi Grossh.
176. Onobrychis sphaciotica Greuter
177. Onobrychis spinosissima Baker
178. Onobrychis splendida Rech.f. & Podlech
179. Onobrychis squarrosa Viv.
180. Onobrychis stenorhiza DC.
181. Onobrychis stenostachya Freyn
182. Onobrychis stewartii Baker
183. Onobrychis subacaulis Boiss.
184. Onobrychis subnitens Bornm.
185. Onobrychis sulphurea Boiss. & Balansa
186. Onobrychis supina (Chaix ex Vill.) DC.
187. Onobrychis susiana Nábelek
188. Onobrychis szovitsii Boiss.
189. Onobrychis talagonica Rech.f.
190. Onobrychis tanaitica Spreng.
191. Onobrychis tavernierifolia Stocks ex Boiss.
192. Onobrychis tournefortii (Willd.) Desv.
193. Onobrychis transcaucasica Grossh.
194. Onobrychis vaginalis C.A.Mey.
195. Onobrychis vassilczenkoi Grossh.
196. Onobrychis venosa (Desf.) Desv.
197. Onobrychis verae Sirj.
198. Onobrychis viciifolia Scop., sjetvena grahorka
199. Onobrychis wettsteinii Nábelek
200. Onobrychis ×wachteri Murr